# Goran Vojnović
Goran Vojnović, és un director i guionista de cinema i televisió eslovè, escriptor i columnista. Va néixer l'11 de juny de 1980 a Ljubljana, Eslovènia.

### Obra literària
És autor de quatre novel·les.
Čefurji raus! [Xarnegos, fora!] és el seu primer títol, amb el qual l'any 2009 va guanyar el seu primer premi Kresnik.
La seva segona obra duu el títol Jugoslavija, moja dezela [Iugoslàvia, la meva terra]. L'obra li va representar el seu segon premi Kresnik, l'any 2013. Posteriorment, dues traduccions de l'obra van ser premiades: l'any 2018 va rebre el guardó italià Latisana per il Nord Est, i l'any 2020 el premi polonès Angelus.
La tercera novel·la Figa va ser guardonada amb el premi Kresnik el 2017, any que també va rebre el premi Zupancic.
També és autor de la novel·la Đorđić se vrača [Djordjić torna], així com de la col·lecció de columnes Ko Jimmy Choo sreča Fidela Castra [QuanJimmy Choo es troba amb Fidel Castro] i la col·lecció d'assaigs Zbiralec strahov [El col·leccionista de pors].

### Obres portades al teatre
Les novel·les Čefurji raus!, Jugoslavija, moja dezela i Figa van ser adapatades a obres teatrals.
La comèdia Čefurji raus!, dirigida per Mare Bulc i interpretada per Aleksandar Rajaković - Sale va ser representada més de 300 cops per diferents indrets d'Eslovènia. Anys després, l'autor va fer una adaptació del text per a un llargmetratge.
El 2015, el director Ivica Buljan va dur a l'escenari del Teatre Nacional d'Eslovènia la novel·la Iugoslàvia, la meva terra.
El 2021 el text de Vojnović Tak també va ser dut a l'escenari de diferents teatres eslovens.